# Caroline Emily Nevill
Caroline Emily Nevill, née le 31 mai 1829 et morte le 23 février 1887, est une des premières photographes anglaises.

## Biographie
Caroline Emily Nevill est la fille aînée de William Nevill (4e comte d'Abergavenny), et de sa femme, Caroline Leeke,. Elle est née comme son frère aîné William (né en 1826), à Longford Hall dans le Shropshire ; sa sœur cadette, Henrietta Augusta, est née en 1830, près de Maidstone dans le Kent.
Caroline Nevill et ses jeunes sœurs, Henrietta (1830–1912) et Isabel (1831–1915), sont connurs sous le nom de "Trio" quand elles exposent à la Royal Photographic Society en 1854.
Lady Caroline est une pionnière du Photographic Exchange Club (fondé en 1855) contribuant aux vues architecturales du Kent de 1855 à 1858. À partir de 1859, elle contribue à l'Association photographique amateur.
Caroline Emily Nevill meurt en 1887, à l'âge de 57 ans.